# 村井真由美
村井 真由美 (むらい まゆみ、1965年2月21日 - ）は、滋賀県栗東市出身の日本の女子プロゴルファーである。所属は綾羽。 

## 経歴
明徳商業高等学校（現：京都明徳高等学校）時代はソフトボール部に所属し、高校総体 (全国高等学校総合体育大会) で３位の成績を修めた。
18歳で研修生として綾羽株式会社に入社。1989年5月 プロテスト合格。日本女子プロゴルフ協会 (JLPGA) 入会。同年「ａｎクイーンズ」で6位タイとなり、年間獲得賞金110万円で賞金ランキング104位。
1990年、「大王製紙エリエール女子オープン」では通算6アンダーで2位の浜田光子と小林浩美に2打差をつけて初優勝。年間1,137万円余を獲得し、賞金ランク42位で初のシード権獲得。
1991年、「東洋水産レディス北海道」の4位タイが最高位。年間1,846万円余を獲得し、賞金ランク33位で2年連続シード権。
1992年、「 NEC軽井沢72」では通算４アンダーで2位の山崎千佳代に2打差をつけ2度目の優勝。年間4,031万円余を獲得し、賞金ランク7位で３年連続シード権。
1993年、5月に「東都自動車レディース」、6月に「ダンロップレディスオープン」、7月に「東洋水産レディス北海道」と3ヶ月連続優勝を果たす。公式戦の「日本女子オープン」では岡本綾子とのプレーオフに敗れた。年間6,497万円余、賞金ランク3位はいずれも自己最高位。
1994年、「ＣＨＩＹＯＤＡレディース」では優勝した呉明月に2打及ばす2位。年間3,431万円余を獲得し、賞金ランク18位で５年連続シード権。
1995年、「再春館レディース」などの6位タイが最高位。年間2,003万円余を獲得し、賞金ランク31位で6年連続シード権。
1996年、「中京テレビ・ブリヂストンレディスオープン」では通算5 アンダー、2位・日吉久美子に1打差で3年ぶりの優勝。年間4,785万円余を獲得し、賞金ランク6位で7年連続シード権。
1997年、「JLPGA明治乳業カップ」など複数の大会で3位になるが優勝なし。年間3,122万円余を獲得し、賞金ランク15位で8年連続シード権。
1998年、「廣済堂レディスゴルフカップ」で2年ぶりに優勝。年間3,184万円余を獲得し、賞金ランク14位で9年連続シード権。
1999年、霞ヶ関カンツリー倶楽部で行われた「日本女子オープン」で初日66の好スコアで単独首位に立ち、2日目は71、3日目は72で回り首位をキープ。最終日も17番を終えた時点で９アンダーと2位で先に上がった黄玉珍に3打差をつけていた。しかし最終18番ホールではグリーン左からの第３打アプローチを打つ前に、反対側を歩くカメラマンたちが気になり、アプローチをミスしてボールはカップ右下へ転がった。4打目のパーパットは上りフックラインを強く打ち過ぎて１メートル強ほどオーバー。5打目のボギーパットも左を抜けて１メートル強ほど残したが、緊張しながらもダブルボギーパットをカップインし、公式戦初優勝を決めて号泣した。年間2,802万円を獲得し、年間ランク19位で10年連続シード権。
2000年以降は優勝がない。後にレジェンズツアーにも参加している。

## 成績

### ツアー優勝

#### JLPGAツアー (8)
| No. | 日程              | 大会                                     | スコア                | 2位との差  | 2位（タイ）         |
| --- | ----------------- | ---------------------------------------- | --------------------- | ---------- | ------------------- |
| 1   | 1990年11月16-18日 | 大王製紙エリエール女子オープン           | −6 (68-72-70=210)     | 2打差      | 浜田光子 小林浩美   |
| 2   | 1992年8月14-16日  | NEC軽井沢72                              | －4 (71-73-68=212)    | 2打差      | 山崎千佳代          |
| 3   | 1993年5月28-30日  | 東都自動車レディース                     | ―7 (71-70-68=209)     | 6打差      | 永田富佐子 木村敏美 |
| 4   | 1993年6月17-20日  | ダンロップレディスオープン               | ―4 (71-68-73-72=284)  | 1打差      | 城戸富貴            |
| 5   | 1993年7月9-11日   | 東洋水産レディス北海道                   | ―2 (75-71-68= 214)    | プレーオフ | 安井純子            |
| 6   | 1996年５月17-19日 | 中京テレビ・ブリヂストンレディスオープン | ―5 (67-71-73=211)     | 1打差      | 日吉久美子          |
| 7   | 1998年10月2-4日   | 廣済堂レディスゴルフカップ               | ―3 (69-73-71=213)     | 1打差      | 黄玉珍              |
| 8   | 1999年6月24-27日  | 日本女子オープンゴルフ選手権競技         | －7 (66-71-72-72-281) | 1打差      | 黄玉珍              |

太字は公式戦